# Henry Paulson
Henry Merritt "Hank" Paulson Jr. (28. března 1946 Palm Beach, Florida) je americký bankéř a bývalý 74. ministr financí Spojených států v letech 2006–2009 ve vládě prezidenta George W. Bushe. Předtím byl předsedou správní rady a generálním ředitelem investiční banky Goldman Sachs.
Od roku 2011 je předsedou správní rady Paulsonova Institutu, který založil za účelem podpory udržitelného ekonomického růstu a čistějšího životního prostředí na celém světě, zpočátku se zaměřením na Spojené státy a Čínu.